# متين كورت
متين كورت (بالتركية: Metin Kurt)‏ (15 مارس 1948 بقرقلر ايلي في تركيا - 24 أغسطس 2012 بإسطنبول في تركيا) هو نقابي ومدرب كرة قدم ولاعب كرة قدم تركي في مركز مركز الجناح ‏. شارك مع منتخب تركيا تحت 21 سنة لكرة القدم ومنتخب تركيا لكرة القدم. أما مع النوادي، فقد لعب مع آلتاي إزمير وغلطة سراي وكايسري سبور ونادي تورك تليكوم.

## وصلات خارجية
- متين كورت على موقع الاتحاد الأوربي (الإنجليزية)
- متين كورت على موقع اتحاد تركيا (لاعب) (الإنجليزية)
- متين كورت على موقع اتحاد تركيا (مدرب) (الإنجليزية)
- متين كورت على موقع قاعدة بيانات كرة القدم.إي يو (الإنجليزية)
- متين كورت على موقع ناشيونال فوتبول تيمز (الإنجليزية)
- متين كورت على موقع عالم كرة القدم.نت (الإنجليزية)